# Buick Regal
La Buick Regal è un'autovettura con caratteristiche lussuose prodotta dalla Buick a partire dal 1973.

## Il contesto
La Buick è stata la prima casa automobilistica del gruppo General Motors a commercializzare un modello di categoria superiore (in inglese personal luxury car), grazie al lancio, nel 1963, della full-size Riviera. D'altro canto, la Buick è stata lenta a reagire allo sviluppo di modelli di questa classe appartenenti alla più economica categoria mid-size. Questo nuovo mercato fu creato nel 1969 dalla Pontiac con il lancio della Grand Prix e dalla Chevrolet con la commercializzazione della Monte Carlo l'anno successivo. Collegata a questi due modelli era la Cutlass Supreme dell'Oldsmobile, che diventò ben presto la vettura intermedia più venduta del marchio citato.
Con l'intenzione di competere con la Cutlass Supreme, la Grand Prix e la Monte Carlo, la Buick introdusse la Regal nel 1973. Il modello si basava sul pianale A della General Motors, che condivideva con la Century. Questo pianale venne aggiornato proprio nel 1973, e questo fu il primo restyling importante di questa piattaforma dal 1968.

## La prima serie: 1973–1977
La prima Regal fu una coupé a tre volumi altamente accessoriata che aveva le linee della parte anteriore e posteriore simili a quelle della Century. Da quest'ultima si distingueva principalmente per la differente calandra e per i diversi fanali posteriori. Con la Grand Prix, la Monte Carlo, la Cutlass Supreme e la Century Luxus, la Regal condivideva l'hard-top "Colonnade", cioè un tettuccio con montanti a cui erano associate delle portiere senza telaio, e aveva in comune la superficie vetrata. Come i modelli omologhi dello stesso gruppo, la Regal e la Luxus erano caratterizzate dai cosiddetti opera window, cioè da piccoli finestrini fissi circondati da lamierati che sostituivano i tradizionali finestrini discendenti. Al momento del lancio, fu offerta solo la versione Colonnade hard-top coupé due porte. Nel 1974 fu introdotta la Colonnade quattro porte berlina, che fu in commercio fino alla fine della produzione di questa generazione, vale a dire il 1977.
Gli interni della Regal erano generalmente più lussuosi di quelli della Century grazie all'installazione di inserti in legno sul cruscotto e sui pannelli delle porte, oltre che per la presenza di maniglie di sostegno sopra le portiere e per l'installazione sedili a divanetto con bracciolo centrale. Quest'ultimo poteva essere frazionabile con modalità 60/40. La tappezzeria poteva essere in tessuto, velluto oppure vinile. Nel 1976 e nel 1977, la Regal coupé era disponibile con il pacchetto S/R, che includeva sedili reclinabili con fodero in velluto a coste.

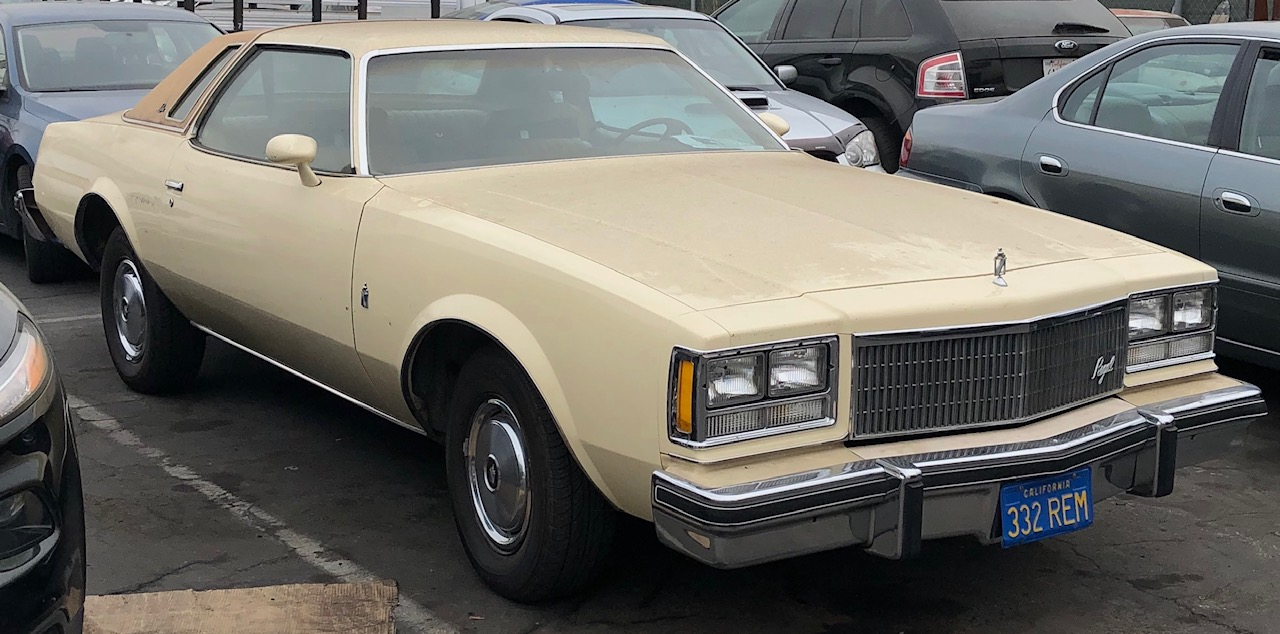
Una Buick Regal restyling 1976

Il modello per 5 anni fu oggetto di modifiche minori tranne che nel 1976, quando venne eseguito un restyling  sulle coupé. Le berline, infatti, nei 5 anni in cui furono in produzione, non vennero aggiornate.
Il motore più comune installato sulle Regal fu un V8 da 5,7 L di cilindrata che venne montato di serie su tutti i modelli dal 1973 al 1974. Dal 1975 al 1977, questo propulsore divenne opzionale per le coupé, rimanendo però compreso nell'equipaggiamento di serie delle berline. Invece, il motore V8 da 7,5 L fu offerto la tra le opzioni solamente nel 1973 e nel 1974. Dal 1975 le coupé ebbero installato di serie il V6 da 3,8 L già offerto sulla Skylark dal 1964 al 1967. L'assemblaggio del motore fu venduto alla Kaiser Motors per poi essere acquistato dalla General Motors nel 1974. Nel 1975 e nel 1976 la Century e la Regal erano gli unici due modelli mid-size ad offrire in America motori V6.
Assemblata a Flint, Framingham e Fremont, questa serie di Regal era basata sul pianale A della General Motors. Il motore era installato anteriormente, mentre la trazione era posteriore. Fu offerta con un solo tipo di cambio, il Turbo-Hydramatic automatico a tre rapporti.

## La seconda serie: 1978–1987
Nel 1978 venne lanciata la seconda serie del modello. Questa seconda generazione era più piccola di quella precedente, ed aveva installato di serie un nuovo motore V6 da 3,2 L di cilindrata. Era comunque offerto tra le opzioni il V6 da 3,8 L, che diventò comunque di serie nel 1980. Inizialmente era compreso nella dotazione standard un cambio manuale a tre rapporti, che venne in seguito sostituita da una trasmissione automatica. Questa serie di Regal restò in produzione 9 anni, e ciò contribuì a fornire al modello una reputazione di auto che poteva garantire ottime prestazioni. Ciononostante, era ancora limitata, dal punto di vista prestazionale, da sospensioni troppo morbide, da ruote e pneumatici troppo piccoli e dall'assenza di un cambio manuale (questo negli ultimi anni), principalmente perché il segmento di mercato individuato dalla Regal era quello delle auto di lusso e non quello delle auto sportive.

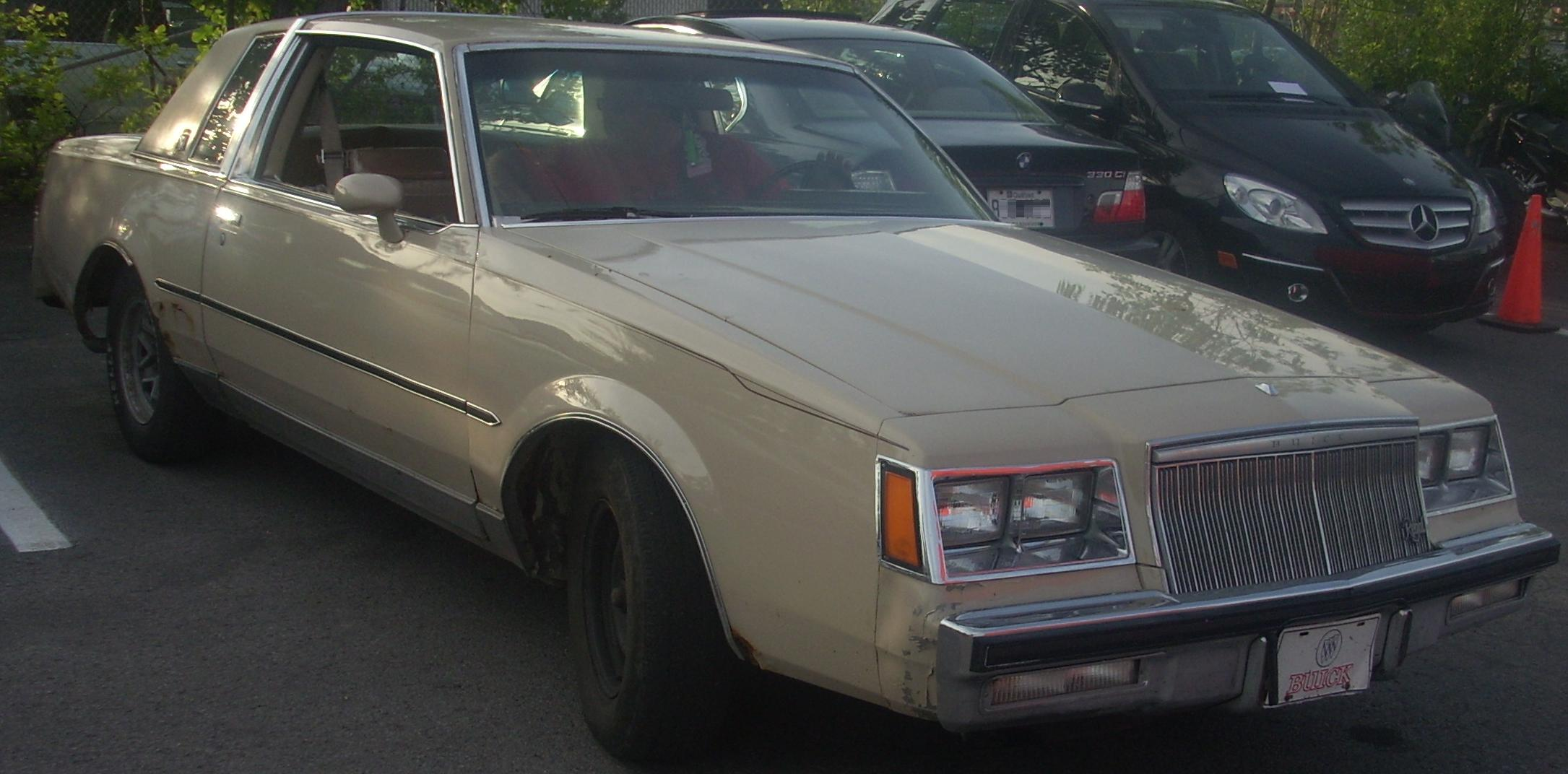
Una Buick Regal prodotta dal 1981 dal 1983

La Regal del 1978 fu degna di nota, dato che poteva essere equipaggiata da un motore V6 sovralimentato da 3,8 L, che era accoppiato da un cambio automatico. Vennero offerte versioni sia con carburatore doppio corpo che con carburatore quadruplo corpo. Gli unici altri modelli sovralimentati disponibile negli Stati Uniti nel 1978 furono delle vetture d'importazione prodotte da Saab e Porsche. La Regal sovralimentata aveva in dotazione anche delle sospensioni speciali che erano accoppiate a pneumatici più larghi e cerchioni sportivi.

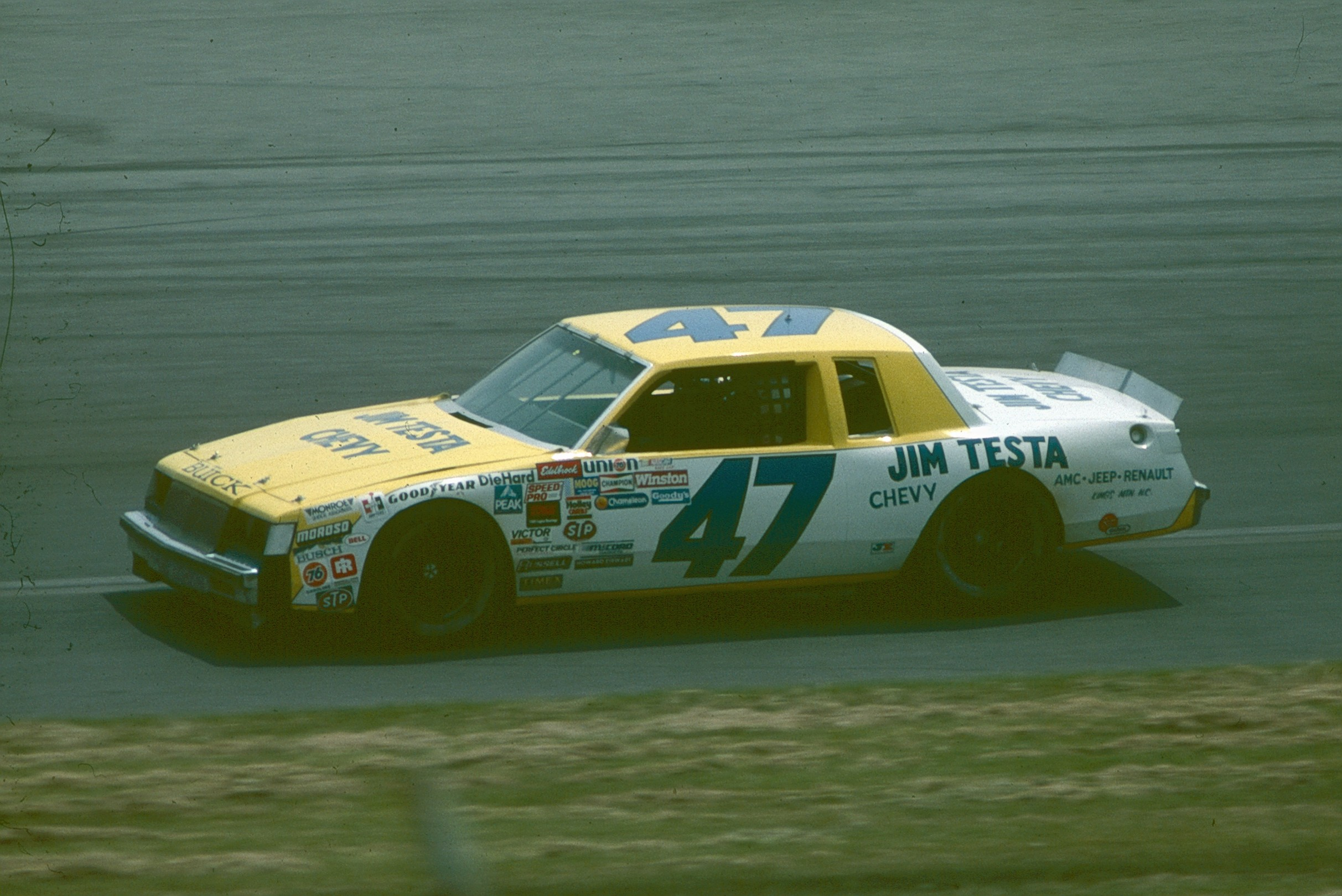
Una Buick Regal da NASCAR

Un restyling del 1981 diede al modello un profilo più aerodinamico, che rese possibile la partecipazione della Regal alle gare NASCAR, dove la Regal Grand National si impose nel campionato costruttori nel 1981 e nel 1982. I motori V8 per uso stradale erano ancora disponibili, anche se la cilindrata venne ridotta di molto (le scelte erano tra V8 di 4,3, 4,9 e 5 L). Invece, tra i V6, era anche presente un motore da 4,1 L. Questi motori V6, comunque, accrebbero presto la loro popolarità.
Nel 1982, la nuova serie della Century a trazione anteriore basata sul pianale A comparve sulle scene, ma le due vecchie versioni berlina e familiare del modello citato a trazione posteriore non furono tolte dal mercato e vennero rinominate Regal. In questo modo, il modello ora aveva una gamma completa. La versione familiare fu tolta dal mercato nel 1983, mentre la berlina fu eliminata dai listini l'anno successivo.
Assemblata a Flint, Framingham, Arlington, Pontiac, Fremont, questa serie di Regal fu basata sul pianale A della General Motors dal 1978 al 1981, mentre fu costruita sulla piattaforma G dal 1982 al 1987. Il motore era installato anteriormente, mentre la trazione era posteriore. Fu offerta con tre tipi di cambi, vale a dire una trasmissione manuale a tre rapporti e due cambi automatici a quattro velocità (la THM200 e THM200-4R).

### La Grand National, la T-Type e la GNX

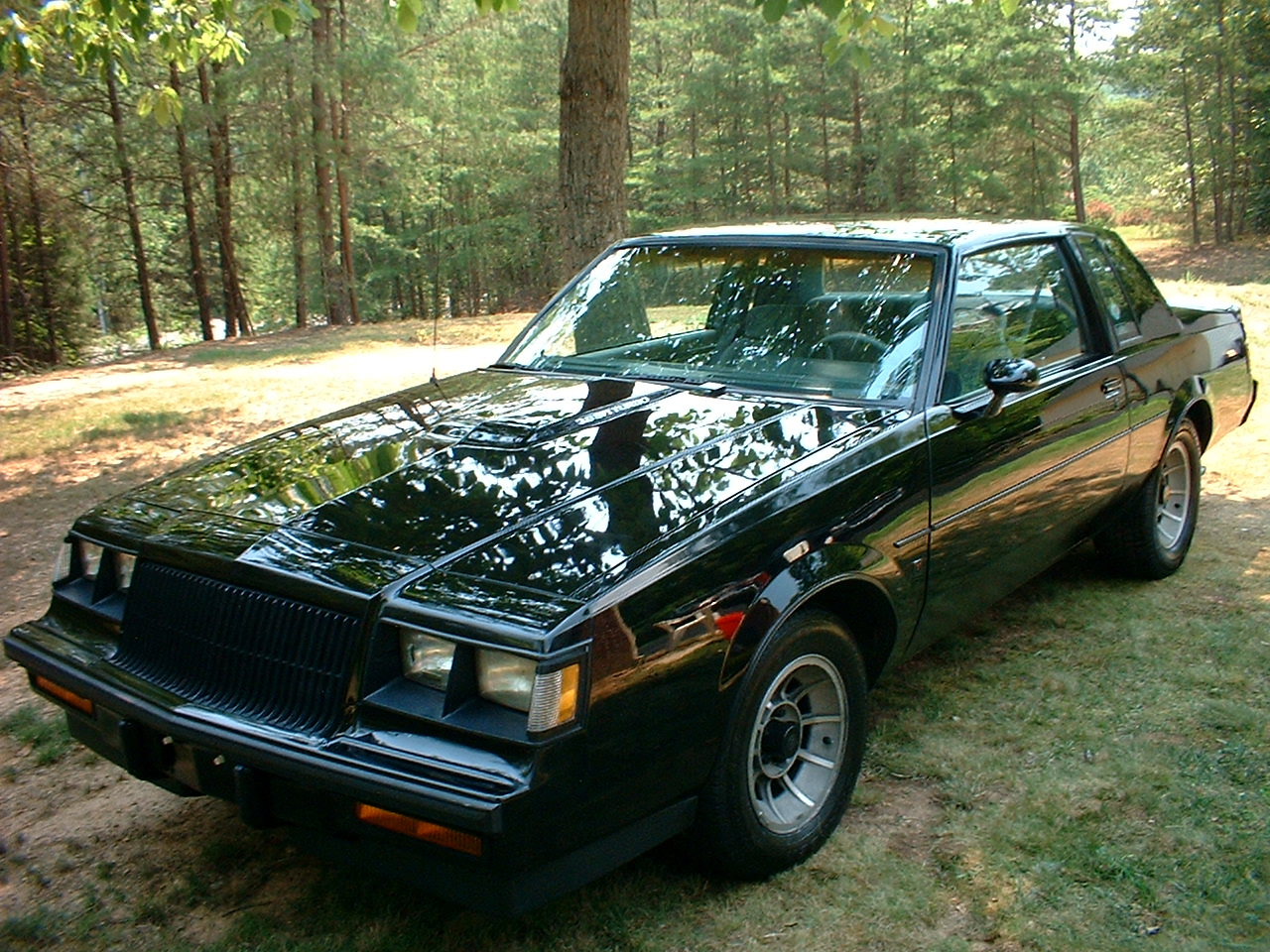
Una Buick Regal Grand National

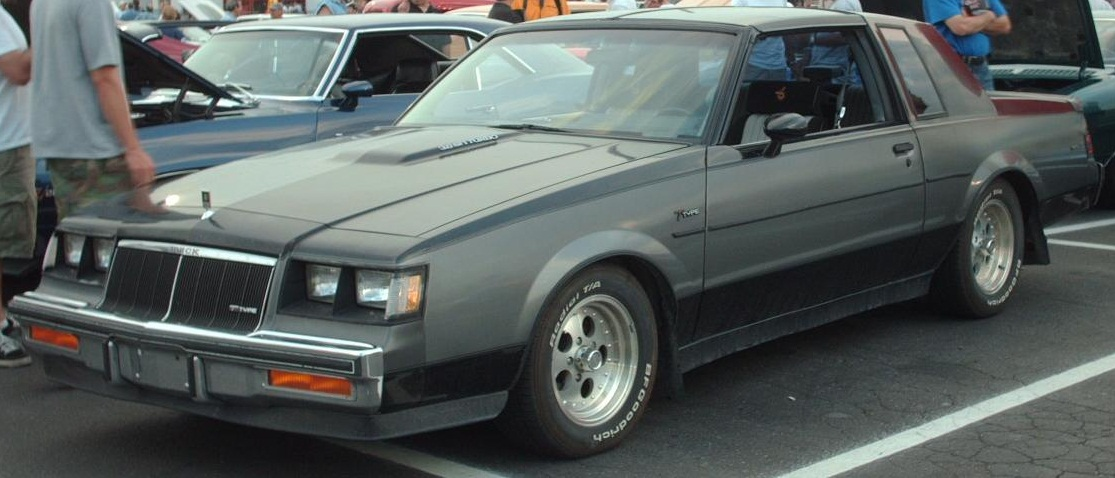
Una Buick Regal T-Type

Di questa serie di Regal vennero anche prodotte versioni ad alte prestazioni. La prima, la Grand National, fu il modello che vinse due campionati NASCAR e che debuttò nel 1982, cioè nell'anno del secondo successo nella competizione citata. In questo modo, la Buick volle capitalizzare la vittoria sportiva. Esse furono commercializzate a tiratura limitata e con verniciature particolari. Sulla carrozzeria erano poi applicate delle strisce adesive rosse e placche con la scritta "BUICK" in rilievo. La Grand National aveva installato originariamente un motore V6 aspirato da 4,1 L e 125 CV di potenza a 4.000 giri e 278 N•m di coppia a 2.000 giri. Oltre alla Grand National, nel 1982 la Buick lanciò il pacchetto "Sport Coupé", che aveva in dotazione un motore V6 sovralimentato da 3,8 L erogante 175 CV a 4.000 giri e 373 N•m a 2.600 giri. Nel 1983 la Sport Coupé fu rinominata "T-Type", ed ora il motore erogava 190 CV a 4.200 giri a 380 N•m a 2.400 giri. La T-Type aveva installato, tra l'altro, anche dei collettori maggiorati e possedeva il rapporto al ponte di 3.42:1. Nel 1983 non furono commercializzate Grand National. Quest'ultimo modello tornò nel 1984, e questa volta il suo motore erogava 200 CV a 4.400 giri e 407 N•m a 2.400 giri. Nel 1987 invece il propulsore erogava 245 CV e 481 N•m. Nel 1987 la Buick introdusse la versione GNX che aveva un motore che erogava 300 CV e 569 N•m ed era dotata di una barra che andava dalla sezione centrale della vettura fino al retrotreno, in modo da incrementare la trazione.
L'aspetto delle Grand National e delle GNX di colore nero, unita alla "febbre" per Star Wars che era in voga all'epoca, diedero ai due modelli il soprannome di "auto di Dart Fener". L'allestimento GNX continuò poi ad essere offerto sulla Chevrolet Impala dopo di che, nel 1994, fu tolto dal mercato.

## La terza serie: 1988–1996

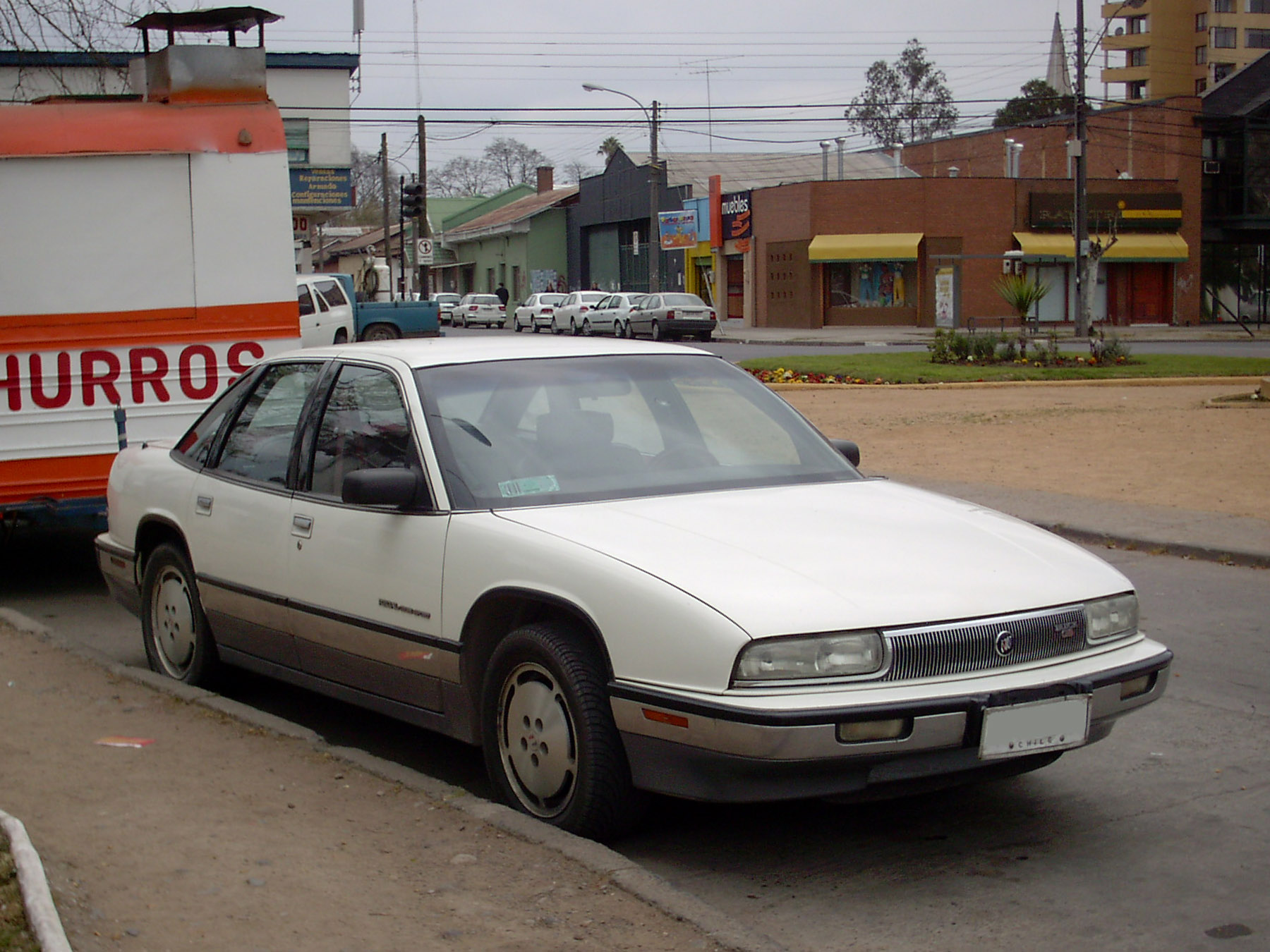
Una Buick Regal berlina

Una nuova serie di Regal apparve sui mercati nel 1988, questa volta sul pianale W della General Motors. Questa nuova generazione del modello segnò per il marchio sia un ritorno alle origini che un punto di inizio. Per quanto riguarda quest'ultimo aspetto, questa serie di Regal ruppe con il passato grazie all'introduzione della trazione anteriore e per la mancanza di allestimenti con motore particolarmente potente come la Gran National. Inoltre non furono più offerti motori V8, ed i propulsori V6 non comprendevano più anche versioni sovralimentate. Segnò invece un ritorno alle origini il fatto che fu offerta, perlomeno inizialmente, solo la versione coupé due porte, che era indirizzata verso clienti che cercavano vetture lussuose. Nel 1990 fu poi introdotta la versione berlina quattro porte. Questa generazione di Regal, nei 9 anni in cui fu in produzione, fu oggetto di pochi cambiamenti.
La Regal fu offerta negli allestimenti Custom, Limited, e Gran Sport. Quest'ultima era dotato di un motore V6 da 3,8 L di cilindrata erogante 170 CV di potenza, di cerchioni in alluminio, di fascioni laterali, di una strumentazione completa e di un cambio automatico a quattro velocità. Il motore V6 da 3,8 L era un'esclusiva della Regal, e diede al modello delle prestazioni che lo differenziarono dalla Oldsmobile Cutlass Supreme e dalla Pontiac Grand Prix, con cui condivideva molti componenti. L'ABS divenne di serie nel 1992 su tutta la gamma tranne che su la Custom, la quale era la versione base della Regal.
Nel 1993 la calandra venne ridisegnata; nell'occasione fu compresa nell'equipaggiamento il cambio automatico controllato elettronicamente. Tra le modifiche estetiche, i paraurti ed i fanali posteriori furono ridisegnati, ed ora assomigliavano a quelli della LeSabre.
L'airbag lato conducente venne introdotto nel 1994. Altri cambiamenti nell'anno citato furono l'eliminazione della versione coupé Limited e l'installazione di serie su tutti i modelli dell'ABS e degli alzacristalli elettrici. Nell'occasione, la potenza del motore base fu incrementata di 20 CV. Nel 1995 fu installato di serie il doppio airbag e vennero montati nuovi interni.  Nel 1996 il motore V6 da 3,8 L guadagnò 35 CV, e le uniche versioni che rimasero sui mercati furono la Custom e la Gran Sport (GS)
Assemblata a Oshawa, questa serie di Regal fu basata sul pianale W della General Motors. Il motore era installato anteriormente. Fu offerta con due tipi di cambi automatici. Più precisamente dal 1988 al 1992 disponibile il 4T60, mentre dal 1993 al 1996 il 4T60-E.

### Motorizzazioni
- V6 da 2,8 L di cilindrata: 1988-1989;
- 3100 V6 da 3,1 L: 1989-1996;
- V6 da 3.8 L: 1990-1996.

## La quarta serie: 1997–2008

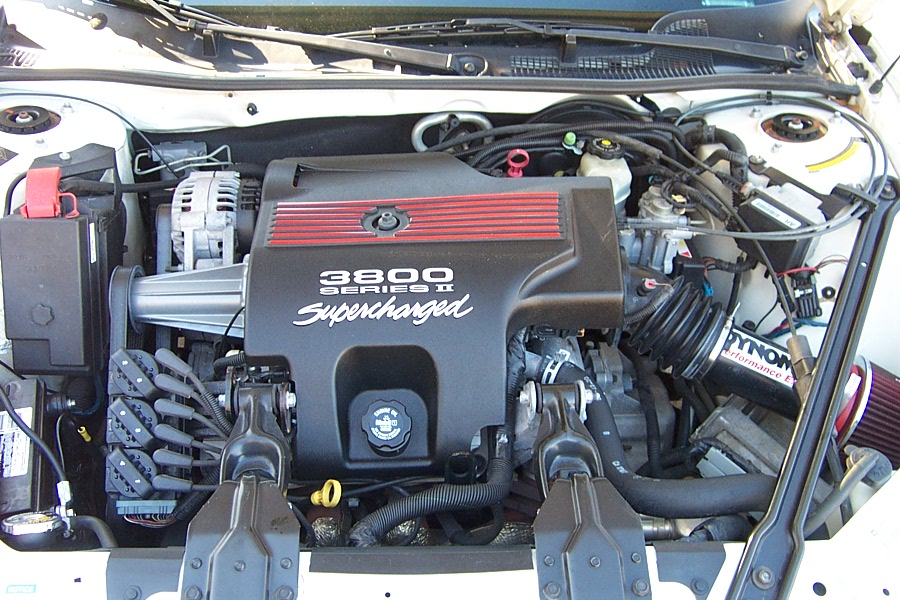
Il motore sovralimentato di una Buick Regal GS del 1998

Nel 1997 fu lanciatala nuova serie della Regal. Quest'ultima e la Century erano ancora, sostanzialmente, due versioni diverse della stessa vettura. Offerte solo in versione berlina quattro porte, si basavano entrambe sulla versione aggiornata del pianale W della General Motors, che condividevano con la Oldsmobile Intrigue, la Pontiac Grand Prix e la Chevrolet Impala. Le differenze tra la Regal e la Century erano perlopiù estetiche. Dato che la Regal era la versione di più alto livello, essa possedeva motori più grandi e un allestimento più ricco. In particolare, la scelta del motore risiedeva in un'unica opzione, vale a dire un V6 da 3,8 L di cilindrata. Mentre la Century era un modello relativamente economico, la Regal era dotata di un ricco equipaggiamento che comprendeva, tra l'altro, sedili riscaldabili in pelle, un impianto audio con 8 casse e un climatizzatore bizona. Negli anni in cui fu in commercio, questa serie di Regal fu oggetto di pochi cambiamenti.
La gamma di questa generazione di Regal annoverò anche la più veloce Buick dai tempi della Grand National, la Buick Regal GS. Questa versione ad alte prestazioni era sovralimentata tramite compressore volumetrico invece di essere sovralimentata grazie a turbocompressore. Il motore produceva 240 CV di potenza e 380 N•m di coppia. La Buick commercializzò anche altre due versioni di Regal, la LSE e la GSE, i cui motori erogavano, rispettivamente, 200 CV e 240 CV. Inoltre, la centralina della Regal GS aveva un software che gestiva la coppia motrice in maniera da evitare pattinamenti durante le partenze. Quando è stata introdotta nel 1997, questa serie fu pubblicizzata come "car for the supercharged family" (cioè "una vettura per le famiglie sovralimentate"). Per la Regal GS, era disponibile un pacchetto installabile dai concessionari che era denominato GSX SLP Performance Package. Questo pacchetto comprendeva degli emblemi con la dicitura "GSX," che sostituiva la scritta "GS", oltre che un doppio sistema di scarico, un collettore d'aspirazione maggiorato, una puleggia del compressore più piccola, una centralina ad alte prestazioni e delle ruote più larghe. Il motore erogava 270 CV e 423 N•m. Un altro allestimento ad alte prestazioni fu la Regal LS, che aveva un tempo di percorrenza del quarto di miglio di 15,8 secondi, ed un'accelerazione da 0 a 97 km/h di 8 secondi. Invece, la GS questi tempi erano, rispettivamente, di 14,7 secondi e 6,6 secondi.
Nel 2000 la Buick presentò un concept car a cui diede il nome di GNX, la quale era dotata del motore V6 da 3,8 L sovralimentato con compressore volumetrico.
Basata sul pianale W della General Motors, questa serie di Regal è stata assemblata a Oshawa. I cambi disponibili furono due, entrambi automatici a quattro rapporti: il 4T65-E ed il 4T65-E HD. Il motore era installato anteriormente e la trazione era all’avantreno.

### Motorizzazioni
- V6 da 3,8 L di cilindrata: 1997-2004
- V6 da 3,8 L sovralimentato: 1997-2004

### La temporanea fine della produzione in Nord America

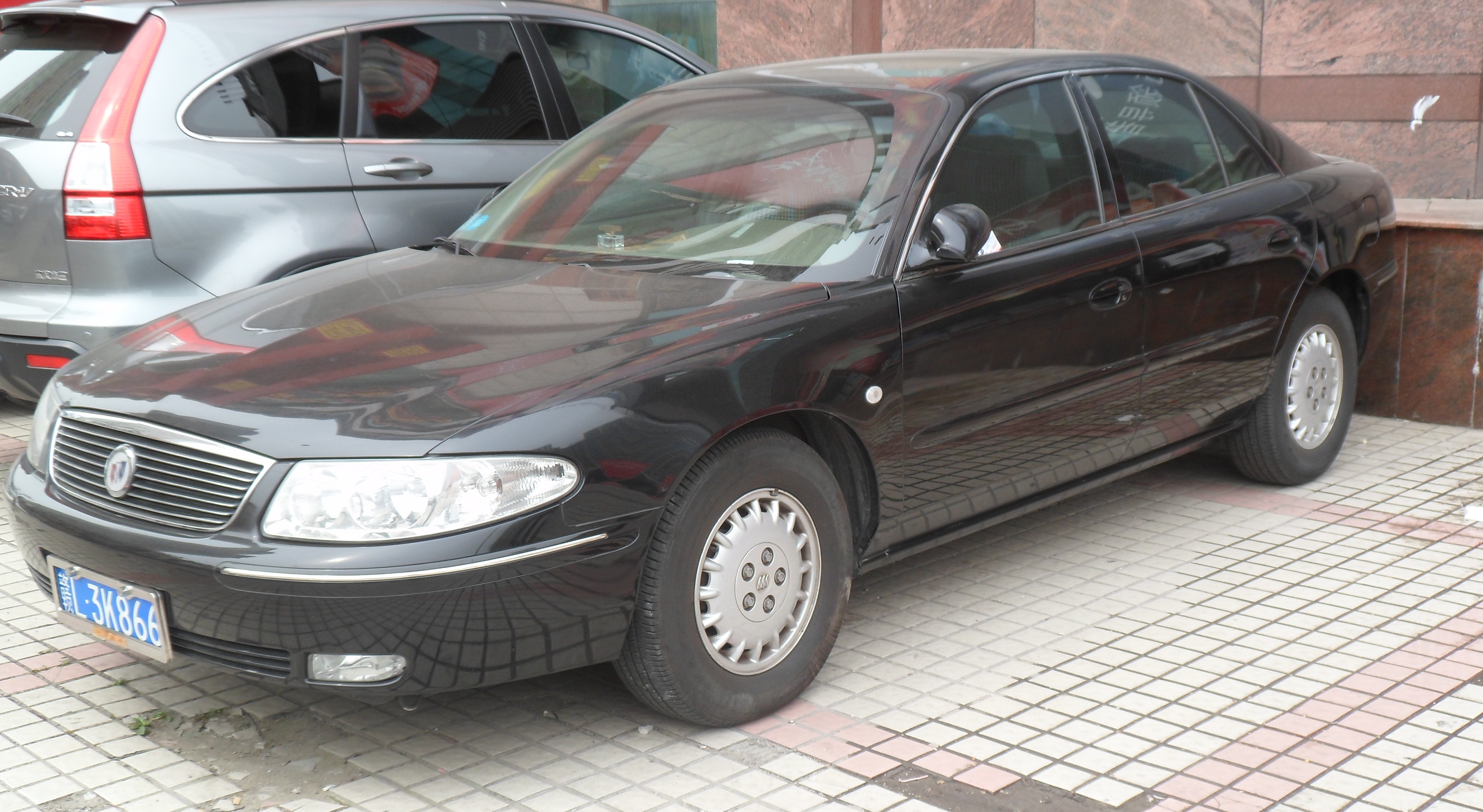
Una Regal per il mercato cinese

In Nord America la Regal fu sostituita nel 2005 dalla Buick LaCrosse, anch'essa costruita sul pianale W della General Motors. L'ultimo esemplare della quarta generazione di Regal è uscito dalle catene di montaggio il 1º giugno 2004.

### La produzione in Cina
Dal 26 dicembre 2002, la Regal viene assemblata in Cina a Shanghai. La Regal è stato il quarto modello Buick ad essere assemblato nel paese asiatico. Sul mercato cinese ha ottenuto un buon successo, nonostante il prezzo superiore a quello della Regal venduta negli Stati Uniti. In Cina, ha sostituito la Century e possiede dei lamierati differenti da quelli installati sul modello nordamericano. Questa versione cinese era disponibile con due tipi di motori, vale a dire un quattro cilindri da 2 L di cilindrata ed un V6 da 2,5 L. Questo modello è stato esportato nelle Filippine come Chevrolet Lumina. La produzione cinese di questa generazione di Regal è continuata fino al model year 2008.

## La quinta serie: 2009–2017
Questa serie della Regal è basata sulla Opel Insignia A.
Nel novembre del 2009 la General Motors ha presentato a Los Angeles questa nuova serie di Regal per il mercato nordamericano. È stata lanciata poi a fine 2010 per il model year 2011. Questa nuova generazione di Regal ha come concorrente principale la Volvo S60. Al debutto, era disponibile con un solo tipo di motore, vale a dire un quattro cilindri in linea da 2,4 L di cilindrata e 182 CV di potenza. Un propulsore a quattro cilindri in linea sovralimentato da 2 L e 220 CV è disponibile dal 2010. Entrambi i motori possono essere accoppiati ad un cambio automatico a sei rapporti. In seguito è stato introdotto un cambio manuale a sei rapporti. Solo in Cina la Regal è disponibile anche con un motore a quattro cilindri in linea da 1,6 L.
Basata sul pianale Epsilon II della General Motors, questa serie di Regal è disponibile con un solo tipo di carrozzeria, berlina quattro porte. Il motore è installato anteriormente e la trazione è all’avantreno.

### Marketing
La Regal nel gruppo GM oltre a sostituire la precedente versione, sostituisce sia la Saturn Aura che la Pontiac G6.

### Produzione

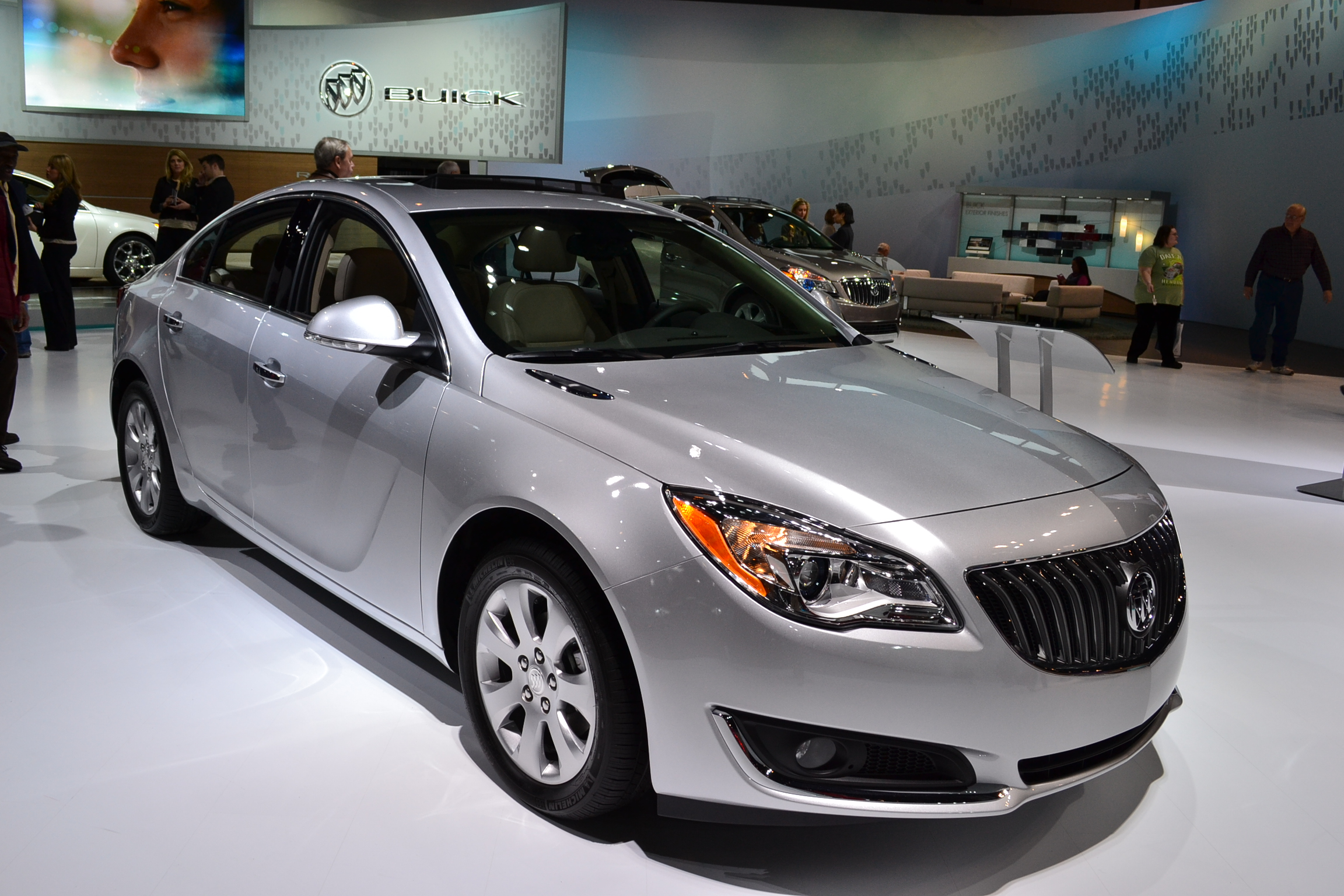
Una Buick Regal restyling 2013

La produzione della variante cinese ha inizio nel novembre 2008 nello stabilimento di Shanghai, mentre per il mercato Nord Americano la produzione nello stabilimento di Oshawa non avverrà prima del Febbraio 2011. Prima di allora le Regal erano importate dalla Germania, dove venivano prodotte insieme alle gemelle Opel Insignia nello stabilimento di Rüsselsheim.

## Restyling
Nel 2013, così come la gemella Opel, la Insignia, subiscono un marcato restyling.
Il frontale è stato completamente ridisegnato, mentre il posteriore ha dei nuovi fari e una nuova cromatura.
Minori modifiche, invece, agli interni.

## La sesta serie: 2018–in corso
La nuova serie della Regal è basata sulla Opel Insignia B.